# Subiluliuma II
Subiluliuma II o també Subiluliama, (dues maneres d'escriure el mateix nom) va ser rei hitita entre els anys 1205 aC i el 1185 aC. Era fill de Tudhalias IV. Portava els títols de Labarnas, "Sol Meu", "Gran Rei", "Rei d'Hatti" i "Heroi". El seu nom d'acord amb un protocol trobat, segurament relacionat amb les seves tombes, diu que el fundador de l'Imperi hitita portava el seu mateix nom, Subiluliuma I. Aquesta homonímia va portar a dubtar de l'existència de Subiluliuma II durant un temps.

## Situació de l'Imperi hitita
No semblava que la situació política apuntés a cap desastre. Subiluliuma contava amb Síria com a fidel aliat, el rei de Carquemix, que en aquell moment era Talmi-Teixub, va establir un tractat d'aliança amb ell, Ugarit seguia sent una ciutat vassalla i des d'allà van sortir les naus per la reconquesta d'Alaixiya, que s'havia revoltat de nou, i Subiluliuma arbitrava en diversos afer dels pobles veïns. Contra Alaixiya es van lliurar tres batalles navals i algunes més a terra ferma. El rei devia guanyar la guerra doncs va aixecar un monument i va instal·lar un governant vassall al país. Una epidèmia de fam es va superar gràcies a l'enviament de gra des d'Egipte.
Subiluliuma va fer campanya contra Tarhuntasa segons una inscripció. Però no se sap la causa real de la campanya encara que es creu que hi va haver una revolta del rei de Tarhuntasa (Kurunta o un fill de Kurunta) que havia aconseguit independitzar-se dels hitites. Tarhuntasa controlava segurament el port més important del regne, Ura, i per aquest port era per on entraven els carregaments de gra per la subsistència de l'Imperi. El control de les vies marítimes era essencial pels hitites.
Aquesta mateixa inscripció fa referència a les victòries del rei hitita sobre diverses zones rebels del sud-oest d'Anatòlia. Va lluitar contra Lukka, Wiyanawanda, Tamina, Masa i Ikuna. Es creu que va reconquerir Isuwa als assiris i que el regne va tornar a ser altra vegada un regne vassall, però en tot cas el domini no va durar gaire.

## La destrucció de l'Imperi
Les causes de la desaparició de l'Imperi hitita devien ser diverses però coincidents. S'han proposat diferents causes, com ara la destrucció de les ciutats per terratrèmols i sequies prolongades, encara que també s'ha de pensar en un factor intern, la poca estabilitat de l'Imperi, encara que la propaganda, al menys des del regnat d'Hattusilis III digués el contrari. La majoria de reis ho van ser a partir d'usurpacions i crisis dinàstiques, i l'existència de diferents regnes vassalls dels hitites donava flexibilitat a l'Imperi però també el feia vulnerable. A més, cap a l'any 1190 aC els temples, els palaus i les muralles d'Hattusa van ser destruïts per un incendi. A més, a la mort de Subiluliuma II, sembla que els kashkes van aprofitar la confusió per atacar la capital del regne.

### Els Pobles del mar
Però en el que tots els autors coincideixen és que hi va haver un altre factor important de tipus extern que va impedir la unitat d'acció dels diversos regnes de l'Imperi hitita. Els atacs dels Pobles de la mar es van iniciar després del 1200 aC a l'oest de les terres hitites. El gran rei va demanar l'ajut d'Ugarit i d'altres vassalls (l'única font és d'Ugarit): "l'enemic avança contra nosaltres, i són molt nombrosos... tot el que puguis disposar, enviam-ho". Ugarit va enviar tropes i vaixells deixant el seu propi territori indefens; poc després Ugarit els pirates van atacar Ugarit. El rei d'Ugarit Ammurapi escriu al rei d'Alaixiya: "Els vaixells de l'enemic son aquí, les meves ciutats cremen i passen coses diabòliques al país; com vos sabeu totes les meves tropes i carros són al país hitita i els vaixells són a Lukka així que el país està abandonat a la seva sort; els set vaixells enemics que van venir d'Alaixiya van fer molt de mal; si vos veieu algun vaixell més de l'enemic, feu-m'ho saber". Un carta enviada al rei des de l'interior diu: "les coses fortes tremolen i les fluixes estan destruïdes; el nostre aliment a les eres ha estat saquejat o cremat i les vinyes destruïdes; la ciutat està destruïda com vostè sap". Alguns súbdits del rei que es van parar a Alaixiya amb els seus vaixells es van rendir o van haver de rendir-se a l'enemic.
Pel que se sap els vaixells hitites i els dels seus aliats van ser derrotats. El rei va establir la línia de defensa amb les tropes terrestres a Lawasanda. El general d'Ugarit, Sipti Baqal informava al seu rei del desastre: "el vostre servent ha estat a la posició fortificada de Lawasanda amb el gran rei, i ara el rei s'ha retirar i ha fugit, s'ha sacrificat".
En una altra carta un tal Ewir-Sarruma informa a la mare del rei d'Ugarit que aquest havia fugit de la capital i que la situació havia empitjorat; l'enemic era a Mukis, al nord d'Ugarit i les terres de les muntanyes Amanus havien estat destruïdes per l'enemic. I afegeix: "però encara que els enemics em pressionin jo no marxaré deixant a la meva dona i els fills enfront de l'enemic". Cronològicament en una darrera lletra el rei escriu a la seva mare que li enviarà un missatge tant si els hitites organitzen la batalla com si no ho fan.
Després les cartes s'acaben. Es van conservar en un magatzem perquè la gent de la ciutat va fugir i els invasors van saquejar les cases i algunes van ser cremades, però els magatzems de cartes no eren d'interès pels saquejadors. La ciutat no es va habitar mai més, ni pels antics habitants ni pels invasors, i les cartes es van conservar.
La data de la caiguda de l'Imperi no es pot establir sense dubte. No va ser abans del 1185 aC. Una tauleta d'Emar dataria la destrucció d'aquesta ciutat el 1178 aC i Hattusa segurament va ser destruïda al mateix temps, però Hattusa (i la seva regió) segurament la van destruir els kashkes i no els pobles del mar. Hattusa va quedar despoblada fins que molt de temps després els frigis la van repoblar. s'han trobat indicis de què els pobles del mar s'havien establert també a Tars i Mersin.
El títol de "Gran Rei" el va recuperar Kuzi-Teshub de Carquemix, cinc generacions després del seu quadravi Subiluliuma I, títol que es va mantenir fins a la destrucció de Carquemix per Sargon II rei d'Assíria l'any 717 aC. Es va abandonar l'ús de l'escriptura cuneïforme i la llengua hitita que va ser substituïda pel luvita en escriptura jeroglífica.